# Sainte-Tulle

Saint-Vincent-sur-Jabron este o comună în departamentul Alpes-de-Haute-Provence din sud-estul Franței. În 1 ianuarie 2022 avea o populație de 3.530 de locuitori.